# Estèrnids
Els estèrnids (Sternidae) són una família d'ocells marins de la família dels làrids que es distribueixen per tot el món i que normalment es troben prop del mar, dels rius o dels aiguamolls. En català s'anomenen de vegades orenetes de mar per la seua semblança morfològica amb aquests passeriformes. Es classifiquen com un subgrup de la família Laridae, que inclou gavines i bec de tisora, i consta d'onze gèneres. Són ocells esvelts i de constitució lleugera, amb cues llargues i bifurcades, ales estretes, becs llargs i potes relativament curtes. La majoria de les espècies són de color gris pàl·lid a dalt i blanc a sota, amb un casquet negre que contrasta el cap, però els fumarells, el xatrac inca i alguns anous tenen plomatge fosc almenys durant una part de l'any. Els individus d'ambdós sexes són idèntics en aparença, però els ocells joves es poden distingir fàcilment dels adults.
Són ocells de llarga vida i estan relativament lliures de depredadors i paràsits naturals; la majoria d'espècies estan disminuint en nombre a causa directa o indirecta de les activitats humanes, per la pèrdua d'hàbitat, la contaminació, les pertorbacions i la depredació per part de mamífers introduïts. El xatrac de la Xina es troba en una situació crítica i tres espècies més estan en perill d'extinció. Els acords internacionals proporcionen una mesura de protecció, però els adults i els ous d'algunes espècies encara s'utilitzen per a l'alimentació als tròpics. Els ous de dues espècies es mengen a les Índies Occidentals perquè es creu que tenen propietats afrodisíaques.

## Característiques

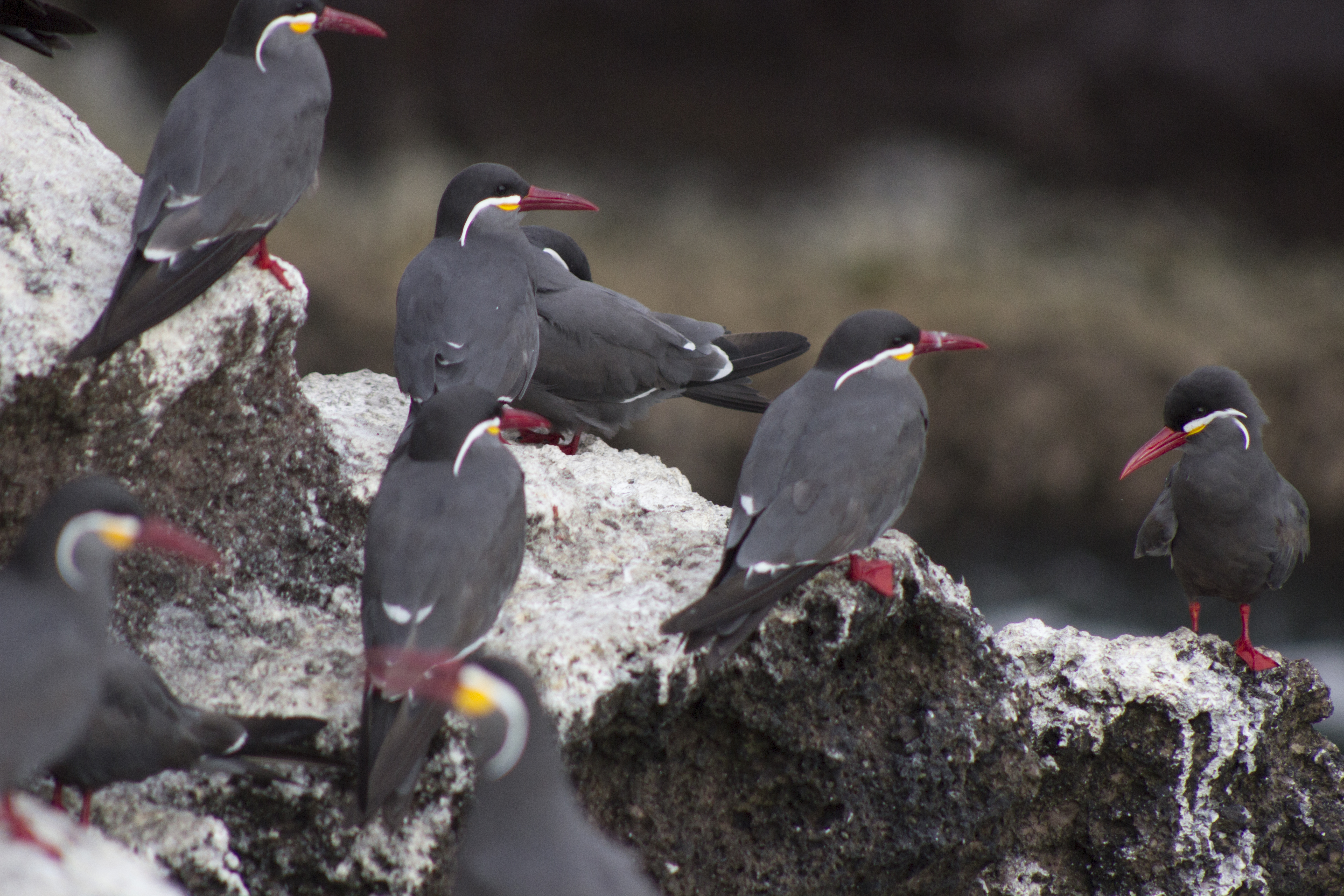
El plomatge del xatranc inca és atípic de la família.

Varien en grandària des del xatrac més petit, de 23 cm de llargada i un pes de 30-45g, al xatrac gros de 48-56 cm i un pes de 500-700 g. Són de bec més llarg, de cos més lleuger i més aerodinàmics que les gavines, i les seves llargues cues i llargues ales estretes els donen una elegància al vol. Els plomatges masculins i femenins són idèntics, encara que el mascle pot ser un 2-5% més gran que la femella i sovint té un bec relativament més gran. Tenen cues profundament bifurcades, i totes les altres espècies mostren almenys una "V" poc profunda. Els anous tenen cues inusuals en forma de falca, les plomes de la cua més llargues són les del mig-exterior, més que les centrals o les més externes. Encara que les seves potes són curtes, poden córrer bé. Poques vegades neden, tot i tenir els peus palmells, normalment aterren a l'aigua només per banyar-se.
La majoria tenen un plomatge corporal gris clar o blanc quan són adults, amb una gorra negra al cap. Les potes i el bec mostren diverses combinacions de vermell, taronja, groc o negre segons l'espècie. El plomatge pàl·lid és visible des de la distància al mar i pot atreure altres ocells a una bona àrea d'alimentació per a aquestes espècies que mengen peixos. Quan es veu contra el cel, les parts inferiors blanques també ajuden a amagar l'ocell caçador de la presa prevista. El xatrac Inca té principalment un plomatge fosc, i tres espècies que mengen principalment insectes, el xatrac negre, el xatrac d'ales blanques i el xatrac de panxa negra, tenen les parts inferiors negres a l'època de reproducció. Els Anous tenen un plomatge fosc amb un capell pàl·lid. Es desconeix el motiu del seu plomatge fosc, però sembla que a les zones tropicals, on els recursos alimentaris són escassos, la coloració menys visible fa que sigui més difícil que altres detectin un ocell que s'alimenta. El tipus de plomatge, especialment el patró del cap, està relacionat amb la seva filogènia, i es creu que els que tenen capes pàl·lides i de cos fosc van divergir abans que els altres gèneres d'una gavina cap blanca ancestral, que fou seguida de ls grups parcialment negres Onicoprion i Estèrnula.
Els exemplars joves solen tenir les parts superiors de color marró o groc, i les plomes tenen vores fosques que donen al plomatge una aparença escamosa. Tenen bandes fosques a les ales i cues curtes. En la majoria de les espècies, la muda posterior no comença fins després de la migració, el plomatge s'assembla més a l'adult, però amb algunes plomes joves conservades i un front blanc amb només un casquet fosc parcial. Al segon estiu, l'aspecte és molt semblant a l'adult, i el plomatge madur s'aconsegueix normalment al tercer any. Després de la reproducció, muden en un plomatge d'hivern, normalment mostrant un front blanc. Els plomatges molt desgastats o aberrants, com el melanisme i l'albinisme, són molt més rars en els aquestes espècies que en les gavines.

### Cant
| Common tern (80 s) |
|                    |
|                    |
|                    |

Tenen un ampli repertori de vocalitzacions. Per exemple, el xatrac comú té una alarma distintiva, kee-yah, que també s'utilitza com a advertència als intrusos, i un kyar més curt, quan un individu vol volar en resposta a una amenaça més greu; això calma la colònia generalment sorollosa mentre els seus residents avaluen el perill. Altres sons inclouen un keeur de baixada quan un adult s'acosta al niu amb un peix i un kip pronunciat durant el contacte social. Els pares i els pollets es poden localitzar els uns als altres piulant, i els germans també es reconeixen les vocalitzacions dels altres des del dotzè dia després de l'eclosió, cosa que ajuda a mantenir la cria unida.
Les diferències vocals reforcen la separació d'espècies entre els ocells estretament relacionats, com ara els xatracs menors i els petits, i poden ajudar els humans a distingir espècies similars, com els xatracs comuns i àrtics, ja que els sons de vol són únics per a cada espècie.

## Distribució i hàbitat

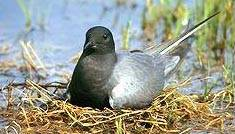
El xatrac negre cria als aiguamolls de l'interior.

Els xatracs tenen una distribució mundial i es reprodueixen a tots els continents, inclosa l'Antàrtida. Els que crien més al nord i al sud són el xatrac àrtic i el xatrac antàrtic respectivament. Molts xatracs que crien a les zones temperades són migrants de llarga distància, i el xatrac àrtic probablement veu més llum diürna anual que qualsevol altre animal mentre migra des dels seus llocs de reproducció del nord a les aigües antàrtiques, un viatge de tornada de més de 30.000 km. Un xatrac comú que va eclosionar a Suècia i que va ser trobat mort cinc mesos després a l'illa Stewart, Nova Zelanda, es va calcular que havia volat almenys 25.000 km. Les distàncies de vol reals són, per descomptat, molt més grans que la ruta més curta possible. Els seguiment per geolocalització de xatracs àrtics de Groenlàndia va mostrar que fan una mitjana de 70.000 km en les seves migracions anuals.
La majoria dels xatracs es reprodueixen en zones obertes de sorra o roques a les costes i illes. Els xatracs menut amazònic, becgròs i fumarell de Nova Zelanda només es reprodueixen als rius, i els xatracs comuns i petits també utilitzen de vegades llocs de l'interior. Els fumarells, el xatrac de Trudeau i alguns xatracs de Forster nien als pantans de l'interior. El nodi negre i el xatrac blanc nien sobre el nivell del sòl als penya-segats o als arbres. Els xatracs migratoris es desplacen a la costa després de la reproducció, i la majoria de les espècies hivernen a prop de la terra, encara que algunes espècies marines, com el xatrac de les Aleutianes, poden vagar lluny de la terra. El xatrac fosc és completament oceànic quan no es reprodueix, i els ocells joves sans no es veuen a terra fins a cinc anys després d'haver volat fins que tornen a reproduir-se. No tenen plomatge impermeable, per la qual cosa no poden descansar al mar. Es desconeix on passen els anys previs a la cria.
Com a representants més comuns d'aquesta família a les zones humides dels Països Catalans, es pot esmentar el xatrac becllarg, el xatrac comú, el xatrac menut, el fumarell carablanc i el fumarell negre.

## Comportament

### Reproducció
Igual que els làrids, es reuneixen en colònies per nidificar. Construeixen el niu a terra o a sobre de l'aigua, segons les espècies. Els pollets neixen ja proveïts de plomissol.

### Costums
Poden observar-se suspesos en l'aire, mercès al batec continuat de les ales, mentre escruten la presència dels petits peixos dels quals es nodreixen. Un cop detectada la presa, l'ocell es llança en picat i es cabussa per a capturar-la.

## Taxonomia
En la classificació de Sibley aquest grup era considerat una tribu (Sternini) dins la subfamília dels larins (Larinae) i la família dels làrids (Laridae). Més tard els esternins (Sterninae) s'han classificat com una subfamília dels làrids (o encara com una família separada). A partir de 2007, arran els treballs de Baker et al. s'obtenen cladogrames que no admeten la validesa d'aquest grup i el mostren com un tàxon parafilètic amb els nodis dels gèneres Anous i Procelsterna fora del clade dels xatracs i fumarells.
Les espècies que tradicionalment s'han agrupat dins els estèrnids (o esternins) són en total 45, agrupades en 12 gèneres.
- - Gènere Anous, amb tres espècies.[27]
  - Gènere Chlidonias, amb 4 espècies.[28]
  - Gènere Gelochelidon, amb una espècie: Curroc (Gelochelidon nilotica).[29]
  - Gènere Gygis, amb una espècie: Xatrac blanc (Gygis alba).[27]
  - Gènere Hydroprogne, amb una espècie: Xatrac gros (Hydroprogne caspia).[30]
  - Gènere Larosterna, amb una espècie: Xatrac inca (Larosterna inca).[31]
  - Gènere Onychoprion, amb 4 espècies.
  - Gènere Phaetusa, amb una espècie: Xatrac becgròs (Phaetusa simplex).
  - Gènere Procelsterna, amb dues espècies.
  - Gènere Sterna, amb 13 espècies.
  - Gènere Sternula, amb 7 espècies.
  - Gènere Thalasseus, amb 7 espècies.